# Tran Van Can
Pour les articles homonymes, voir Tran (homonyme).
Tran Van Can  est un peintre, graveur et laqueur vietnamien du XXe siècle, né le 13 août 1910 à Haiphong (dans le delta du fleuve Rouge), mort en 1994.

## Biographie
Tran Van Can est diplômé de l'École des Beaux-Arts de l'Indochine en 1936.
Il dirige l'École des Beaux-Arts du Viêt Nam de 1954 à 1964 et assure de 1983 à 1989 la présidence de l'association des plasticiens.
En 1947, il organise dans les provinces du Viêt Bac un atelier pour la réalisation de tableaux de propagande auquel de nombreux graveurs participent.
S'il pratique aussi bien la gravure sur bois que la peinture à l'huile, c'est à sa parfaite maîtrise de la technique de la laque qu'il doit sa renommée. Son style évolue d'une facture classique à une expression plus massive des lignes, plus lourde des volumes, sans se départir d'un certain lyrisme.